# Коцман, Владимир
Владимир Коцман (чеш. Vladimír Kocman; род. 5 апреля 1956[…], Ческе-Будеёвице, Ческе-Будеёвице) — чехословацкий дзюдоист, чемпион и призёр чемпионатов Чехословакии, призёр чемпионатов Европы и мира, серебряный призёр игр «Дружба-84», бронзовый призёр летних Олимпийских игр 1980 года в Москве.

## Карьера
Выступал в тяжёлой (свыше 95 кг) и абсолютной весовых категориях. 10-кратный чемпион (1977, 1980—1985 годы) и трижды серебряный призёр (1978, 1979, 1992 годы) чемпионатов Чехословакии. Победитель и призёр многих престижных международных турниров. Бронзовый призёр чемпионатов Европы 1980 и 1984 годов. Серебряный (1983) и бронзовый (1981) призёр чемпионатов мира.
На Олимпиаде 1980 года в Москве победил представителя Нидерландов Питера Аделаара, но проиграл французу Анджело Паризи. В утешительной серии Коцман победил поляка Войцеха Решко, британца Пола Рэдбёрна и завоевал бронзовую медаль Олимпиады.